# Paulilatino
Paulilatino (sardinski: Paùlle) je grad i općina (comune) u pokrajini Oristanu u regiji Sardiniji, Italija. Nalazi se na nadmorskoj visini od 280 metara i ima 2 234 stanovnika.
Prostire se na 103,85 km². Gustoća naseljenosti je 22 st/km².
Susjedne općine su: Abbasanta, Bauladu, Bonarcado, Fordongianus, Ghilarza, Santu Lussurgiu, Solarussa, Villanova Truschedu i Zerfaliu.